# John Hazelwood
Pour les articles homonymes, voir Hazelwood.
John Hazelwood (1726 - 1er mars 1800) a servi comme Commodore dans la marine de Pennsylvanie (Pennsylvania Naval Militia) et la marine continentale (Continental Navy) et a été l'un des officiers de marine les plus réputés pendant la guerre d'Indépendance américaine.
Né en Angleterre vers 1726, il devient marin et s'installe très tôt à Philadelphie, où il se marie et a plusieurs enfants. Promu commodore pendant la campagne de Philadelphie, il devint également commandant du fort Mifflin assiégé par les Britanniques. Tout au long de la campagne, Hazelwood et le général George Washington communiquent fréquemment par lettre. Pendant les semaines passées à affronter la marine britannique sur le fleuve Delaware, Hazelwood innove de nombreuses tactiques navales, maintient la marine britannique à distance pendant des semaines et joue un rôle majeur dans le développement de la guerre fluviale pour les marines américaines. Recommandé par Washington et son conseil, Hazelwood a été choisi pour conduire une grande flotte de navires et de bateaux fluviaux américains à bon port. Pour sa bravoure et son service distingué, le Congrès lui a remis une épée militaire de cérémonie, tandis que le célèbre artiste présidentiel Charles Willson Peale a trouvé Hazelwood suffisamment digne pour peindre son portrait. Après la Révolution, Hazelwood vécut les dernières années de sa vie à Philadelphie.

## Biographie

### Vie privée
Dans les années précédant l'éclatement de la Révolution américaine, Hazelwood est capitaine sur divers navires marchands, transportant le plus souvent des marchandises entre Philadelphie et Londres. En 1772, il devient l'un des fondateurs de la société Saint George de Philadelphie (Saint George society of Philadelphia) Hazelwood épouse sa première femme, Mary Edgar, qui meurt en 1769 à l'âge de 36 ans. En 1771, il épouse la veuve Ester Leacock. Son premier et son second mariage lui donnent cinq enfants. Son premier enfant, Thomas, est devenu capitaine dans la marine de Pennsylvanie pendant la Révolution. Son fils, John, était lieutenant dans une compagnie d'artillerie qui participait à l'expédition ouest de la Pennsylvanie en 1794. John Jr. mourut au combat quelques semaines seulement après la mort de son père en 1800 et fut enterré à ses côtés. Hazelwood est membre du conseil de l'église Christ Church à Philadelphie de 1779 à 1783.

### Carrière navale
Officier de la marine de Pennsylvanie (Pennsylvania Navy), le Commodore Hazelwood commande tous les navires de la marine de Pennsylvanie et de la marine continentale (Continental Navy) sur le fleuve Delaware. Dans les années précédant la Révolution américaine, il commande un certain nombre de navires, dont le Susanna et le Molly en 1753, le Greyhound en 1762, le Monckton en 1763, le Sally en 1771 et le Rebecca en 1774. La première mention connue du service de Hazelwood dans la guerre d'Indépendance américaine date de 1775. Hazelwood est nommé superviseur de la construction et de la gestion des brûlots en décembre 1775 et, en octobre 1776, il est promu Commodore de la marine de Pennsylvanie.

### Les débuts de la Révolution

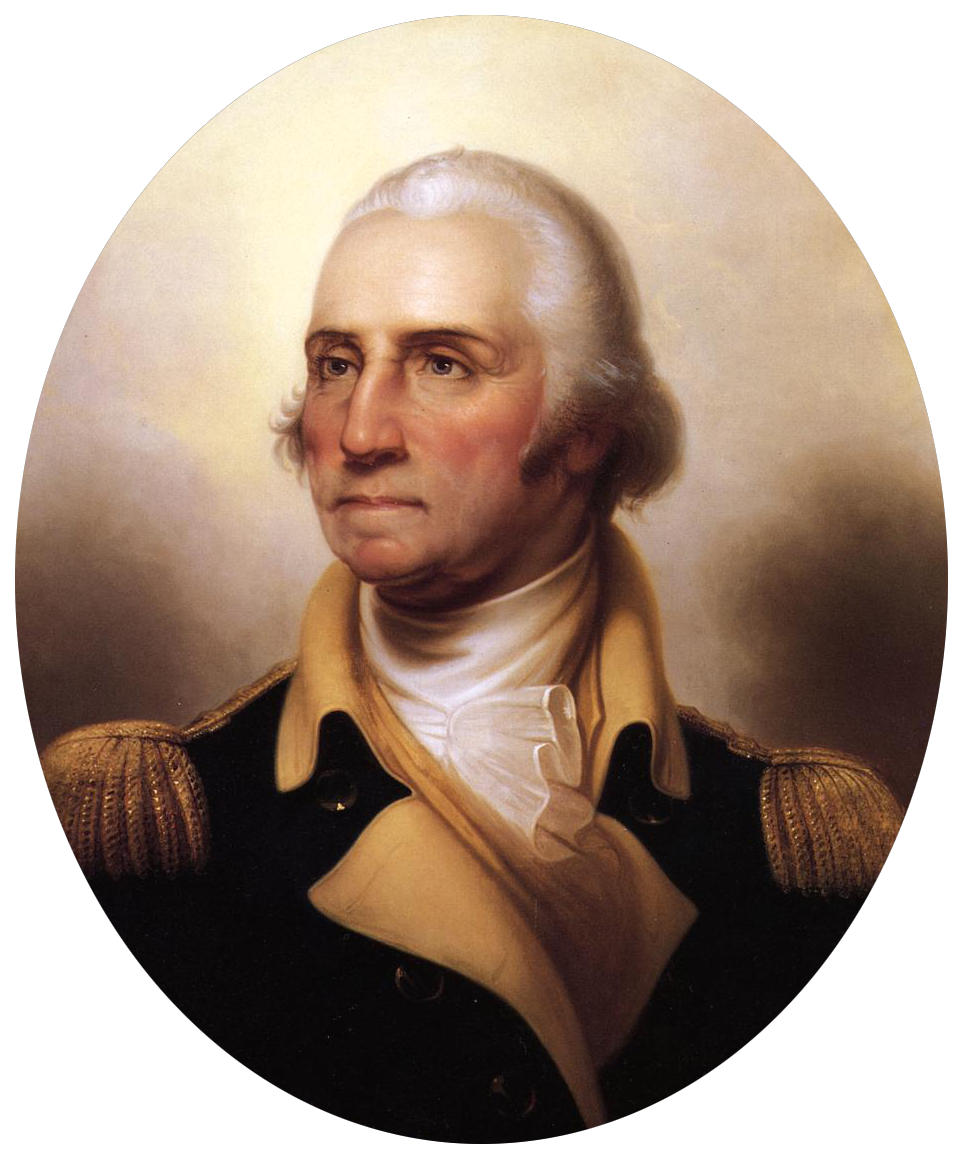
Le général Washington par Rembrandt Peale

Pendant la guerre d'Indépendance contre les Britanniques, Hazelwood joue un rôle important dans la planification des diverses défenses fluviales américaines. Au cours des mois précédant l'avancée britannique sur Philadelphie, il supervise le développement et la construction de brûlots, qui sont utilisés en conjonction avec les nombreux obstacles fluviaux, les chevaux de frise, qui ont également été développés pour être utilisés dans le fleuve Delaware. Les conceptions se révèlent efficaces et en juillet 1776, Hazelwood est immédiatement envoyé à Poughkeepsie, dans l'État de New York, (l'un des membres d'un comité de trois) avec l'ordre de planifier et de construire des obstacles fluviaux similaires pour empêcher la navigation maritime britannique sur le cours supérieur de l'Hudson.
À l'époque, le commodore John Barry est le capitaine de marine le plus ancien à Philadelphie et le choix visible pour commander à la fois la marine de Pennsylvanie et la marine continentale, mais le commandement est confié à Hazelwood, qui commande déjà la marine de Pennsylvanie. Hazelwood est rapidement promu commodore de la marine de Pennsylvanie et de la marine continentale dans le fleuve Delaware, en 1777, mais la date exacte n'est pas connue,.
Hazelwood planifie et participe à la défense des abords de Philadelphie sur le fleuve Delaware en 1777, avant et pendant le siège de Fort Mifflin, qui dure environ trois semaines. Il est rapidement désigné pour superviser la construction et le commandement des radeaux incendiaires, utilisés pour empêcher le passage des navires britanniques apportant des fournitures dont les Britanniques à Philadelphie avaient cruellement besoin. Dans le cadre de la planification de la défense du fort, le Comité de sécurité autorise la construction de navires de guerre, d'une flottille de radeaux incendiaires (brûlots), de batteries flottantes et d'obstacles fluviaux qui sont mis en place par flottaison et coulés. La construction de dix brûlot s'achève le 27 décembre et Hazelwood est nommé commandant de cette flotte de bateaux. Au mois de mai suivant, le Comité de sécurité choisit Hazelwood " pour étudier la rivière de Billingsport dans le New Jersey à Fort Island et le côté est en face de l'île ".
Hazelwood reçoit une mission de reconnaissance le 19 septembre, avec l'ordre de déplacer la flotte américaine vers Darby Creek pour observer les effectifs, les navires et l'activité des Britanniques à Chester en Pennsylvanie. Diverses embarcations fluviales américaines s'attaquent également aux Britanniques et les harcèlent en divers points du fleuve. Hazelwood obtient ainsi de nombreuses informations sur la présence britannique, qui sont copiées et transmises à d'autres commandants dans la région.
Philadelphie tombe finalement le 26 septembre et le vice-amiral Richard Howe et l'armée britannique entrent dans la ville, mais ils manquent de munitions et de ravitaillement et n'ont pas établi de voie de ravitaillement naval le long du fleuve Delaware, fortement défendu. Dans les jours qui suivent, les Britanniques commencent à fortifier le littoral entourant la ville et l'embouchure de la rivière Schuylkill, apportant des canons lourds et du ravitaillement. Au cours du mois d'octobre, la flotte américaine engagea les navires britanniques et soutint les forts américains le long de la rivière. Hazelwood ordonne fréquemment aux galères d'éloigner les navires britanniques de Billingsport, tandis que d'autres patrouillent dans les eaux autour de Fort Mifflin. Le 9 octobre, la flotte de galères de Hazelwood attaque la batterie britannique de Webb Ferry. Deux jours plus tard, Hazelwood débarque un corps de miliciens sur Carpenter's Island, prend d'assaut la batterie du milieu et capture cinquante hommes et deux officiers. Un deuxième assaut sur les batteries britanniques est tenté le lendemain, mais il est accueilli par un feu nourri, ce qui pousse les navires américains à se retirer après avoir subi de lourdes pertes.
Le 22 octobre, les Britanniques lancèrent des assauts navals sur les positions situées en aval du fort, de concert avec un assaut terrestre sur Fort Mercer. Dans une lettre du 23 octobre 1777 adressée au général Washington, Hazelwood, fatigué, rapporta que ce matin-là, sa flotte avait repoussé la flotte britannique en aval du fleuve et forcé l'une de ses frégates à débarquer, où le navire avait accidentellement explosé d'une manière ou d'une autre. Il signale également que sa flotte a besoin de renforts, mais maintient qu'il ne retirera pas d'hommes du fort, car on en a grandement besoin là-bas. À ce moment-là, la Commission de la marine du Congrès ordonne à Hazelwood et à son commandant en second, le capitaine Charles Alexander, de prendre une petite flotte de navires et de tirer sur les positions britanniques à Philadelphie et dans ses environs. Au cours de l'échange de tirs, la frégate américaine USS Delaware, commandée par Alexander, subit de lourdes avaries et s'échoue, où Alexander, son équipage et son navire sont rapidement capturés,. Lorsque la marée monte, le Delaware est ramené à Philadelphie. Le 23 octobre, les canonnières et les galères de Hazelwood maintiennent un feu de harcèlement sur les navires de guerre (Man-of-war) britanniques qui tentent de démanteler les obstructions fluviales. Au cours de l'opération, le navire de ligne britannique HMS Augusta, commandé par Francis Reynolds, s'échoue et prend mystérieusement feu avant d'exploser. Le sloop de guerre (Sloop-of-war) Merlin s'échoue également, obligeant son équipage à brûler le navire. Le 27 octobre, Washington conseille à Hazelwood d'envoyer une équipe sur le front de mer de Philadelphie pendant la nuit pour brûler le Delaware capturé, mais Hazelwood estime que cette perspective est trop risquée et refuse.
Bien que la capture du Delaware soit une perte tactique majeure, Hazelwood réalise maintenant qu'il est possible d'attaquer les positions et les navires britanniques autour de Philadelphie avec des navires plus petits et mieux adaptés à la navigation fluviale. Pendant les semaines où Hazelwood a affronté les Britanniques sur le fleuve Delaware, il a innové et développé de nombreuses tactiques navales fluviales et a introduit l'idée de la guerre fluviale avec de petites embarcations dans la marine américaine. Cependant, face à l'augmentation des forces britanniques, la flotte de Hazelwood s'est finalement révélée trop petite pour maintenir un feu efficace tout en assurant la défense des forts Mifflin et Mercer.

### Siège de Fort Mifflin

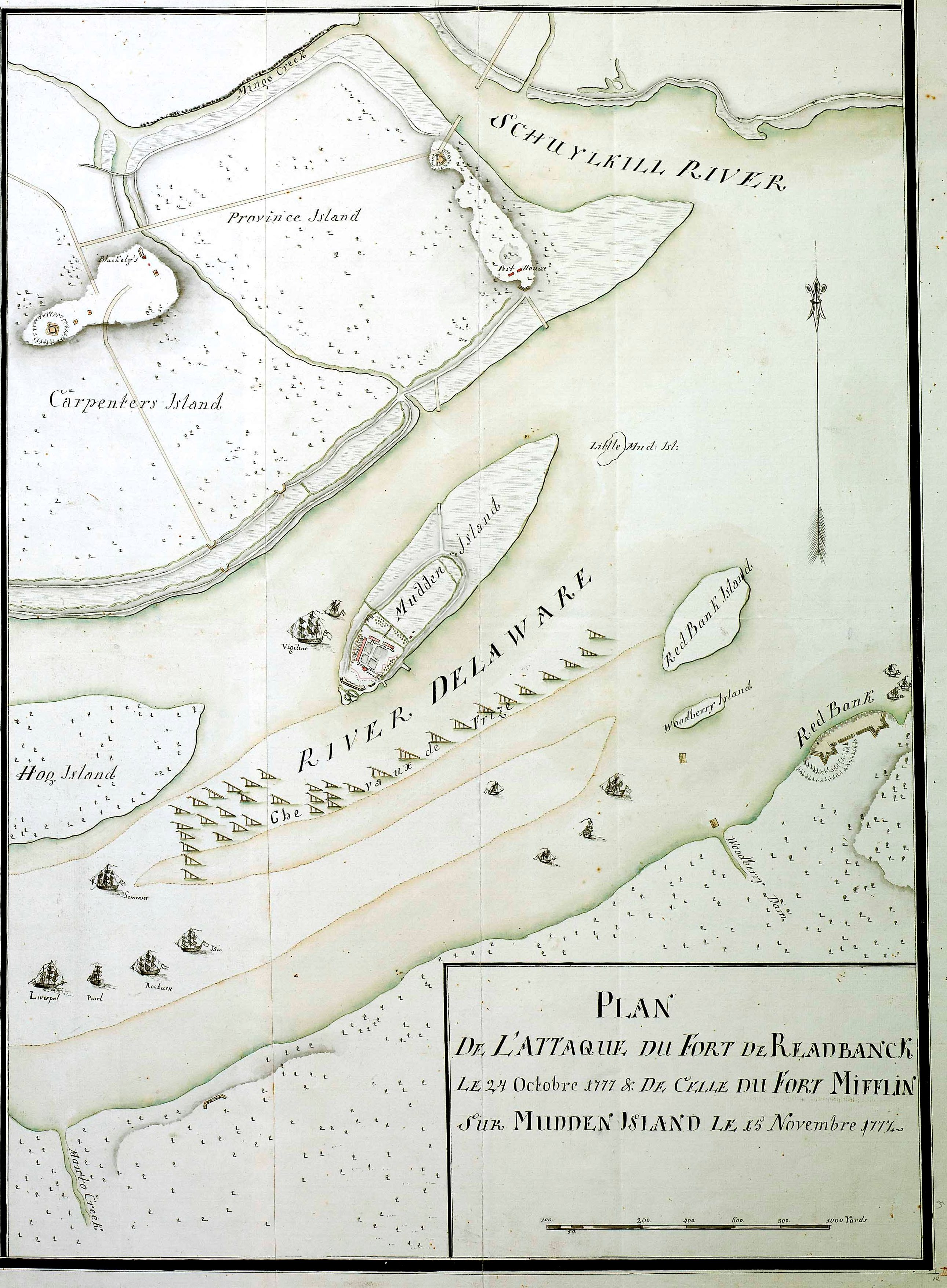
Carte du fort Mifflin sur l'île de Mud dans le fleuve Delaware

Hazelwood a joué un rôle majeur dans les efforts déployés par les Américains pour empêcher les navires britanniques d'atteindre Philadelphie en passant par le fleuve Delaware. Dans les mois qui précèdent le siège de Fort Mifflin par les Britanniques, le quartier général de Washington se trouve à Whitemarsh, au nord de Philadelphie, où il communique fréquemment avec Hazelwood, lui envoyant des rapports, des ordres et des conseils. Le Fort Mifflin, commandé par le lieutenant-colonel Samuel Smith, est situé sur une île au milieu de cette rivière et constitue un point de défense clé pour les Américains. La forteresse, ainsi que le fort Mercer sur la rive est, sont les seuls obstacles qui empêchent la marine britannique d'accéder à Philadelphie. Le vice-amiral Richard Howe envoie un message à Hazelwood lui demandant de rendre la flotte de Pennsylvanie, ce qui permettrait à Howe et à sa flotte de contrôler la baie du Delaware, où Hazelwood aurait reçu la promesse d'être gracié par le roi s'il coopérait. Hazelwood refuse cette offre douteuse, déclarant qu'il "défendra la flotte jusqu'au bout",.
Le succès du siège du fort de pierre et de terre nécessite un bombardement prolongé par la marine britannique sous le commandement de l'amiral Howe, impliquant également des batteries terrestres, du 26 septembre au 16 novembre 1777. L'impasse et la défense du fort donnèrent à Washington et à l'armée continentale le temps de se déployer en toute sécurité pour la bataille de White Marsh, puis de se retirer à Valley Forge. Washington reçut des avertissements des généraux David Porter et Charles Lee, stationnés sur la rivière Schuylkill à Philadelphie, selon lesquels les Britanniques effectuaient des communications de nuit sur la rivière à l'aide de petites embarcations. Dans une lettre datée du 4 novembre, Washington conseille à Hazelwood de faire tout ce qui est en son pouvoir pour mettre un terme à ces activités, mais les efforts de Hazelwood pour mettre fin aux communications sont loin d'être efficaces. Plusieurs jours avant la chute du fort, Washington envoya une autre lettre à Hazelwood pour s'enquérir de sa situation, lui demandant instamment de rester à son poste avec la flotte après la chute du fort afin d'entraver et de prolonger les opérations britanniques suffisamment longtemps pour permettre au fleuve de geler, empêchant ainsi le passage des navires de ravitaillement vers Philadelphie jusqu'au dégel du printemps.

Drapeau de Fort Mifflin, 1777

Après des semaines de bombardements quasi constants par les navires et les batteries britanniques et après avoir subi des dommages importants et de lourdes pertes, le fort Mifflin est finalement abandonné le 15 novembre, tandis que le drapeau du fort est laissé sur place et continue de flotter. La capture du fort est finalement réalisée le 16 novembre, ne laissant que le fort Mercer sur la Red Bank du New Jersey pour défendre la rivière. Deux jours plus tard, alors que 7 000 soldats britanniques menés par le général Charles Cornwallis et 1 000 soldats du général Howe marchaient vers le nord en direction de Fort Mercer, Hazelwood saborda de nombreux petits navires et galères qui s'y trouvaient, tandis que le capitaine Christopher Greene et la garnison américaine abandonnèrent le fort le 20 novembre, le laissant aux mains des Britanniques qui avançaient. Deux jours plus tard, le général Washington convoqua un conseil de guerre, réunissant plusieurs de ses généraux à bord de l'un des navires d'Hazelwood. Au cours de l'assemblée, le conseil de Washington recommande au commodore Hazelwood de mener l'effort "avec le premier vent favorable", et d'amener les navires américains et les fournitures dans la région en toute sécurité en amont du fleuve, juste après Burlington, dans le New Jersey. Dans la nuit du 21, Hazelwood et la flotte américaine parviennent à passer devant les Britanniques occupés à sécuriser leur position à Philadelphie, sans qu'aucun coup de feu ne soit tiré pour empêcher le passage d'Hazelwood et de la flotte américaine,.
Peu après la chute des forts Mifflin et Mercer, Washington et d'autres commandants cherchèrent à expliquer ce qui avait conduit à leur capture. Washington avait envoyé le général James Mitchell Varnum à Fort Mifflin en novembre pour mettre fin aux fréquentes disputes entre les commandants de la garnison et de la marine, sans grand succès. Varnum s'est mis en cause et a présenté ses excuses à Washington. Hazelwood et Smith, déjà rivaux, se rejettent mutuellement la faute. Les échanges entre eux deviennent de plus en plus houleux et amers, tandis que chacun se lance dans des campagnes au Congrès et au Conseil de Pennsylvanie dans le but de se disculper de tout manquement, tandis que les reproches des uns et des autres se poursuivent. À un moment donné, leurs échanges devinrent si vifs que Varnum et d'autres officiers durent intervenir pour empêcher un duel.
En juin 1778, les Britanniques reçoivent l'ordre d'abandonner Philadelphie et de défendre New York. En août, l'Assemblée de Pennsylvanie décide qu'une grande marine d'État n'est plus nécessaire et recommande le démantèlement de la plupart de ses navires et de ses fournitures. Pendant la transition, le commodore Hazelwood, qui était le dernier à occuper ce rang, est démis de ses fonctions en même temps qu'un certain nombre d'autres officiers. Il jouit d'une grande confiance et d'un grand respect en Pennsylvanie et ailleurs, et est nommé receveur des provisions pour la milice de Pennsylvanie.

### La suite de la révolution
En février 1779, à la demande du Conseil de la guerre et des marchands, Hazelwood fait partie d'un comité de six experts en défense chargés d'arpenter le fleuve Delaware, et représente l'État de Pennsylvanie dans cette entreprise. Ils étaient accompagnés de l'ingénieur en chef de l'armée continentale, Louis Lebègue Duportail, et du baron Von Steuben. Hazelwood et le comité de défense ont traversé le Delaware depuis Gloucester Point, au sud de Philadelphie, jusqu'à Red Bank, dans le New Jersey. Là, ils s'embarquent à cheval pour traverser le comté de Gloucester et inspecter les ouvrages de défense à Billingsport. De là, ils traversèrent le fleuve jusqu'à Mud Island, puis retournèrent à Philadelphie avec des conseils pour le général Washington sur la meilleure façon de défendre le fleuve.
Plus tard dans l'année, Hazelwood devint membre d'un comité public choisi pour se réunir à Philadelphie afin de collecter de l'argent pour aider à fournir l'armée. En 1780, il devient commissaire aux achats de l'armée continentale (Continental Army), une fonction de grande confiance et de grande responsabilité en raison des importantes sommes d'argent en jeu.

### L'après-Révolution
Le 11 avril 1785, Hazelwood est choisi pour être l'un des gardiens du port de Philadelphie.

### Vie ultérieure
On sait relativement peu de choses sur la vie d'Hazelwood après la Révolution américaine. Le célèbre patriote et artiste Captain Charles Willson Peale a jugé Hazelwood digne d'un de ses portraits, qui a ensuite été acquis par la ville de Philadelphie et accroché dans l'Independence Hall. John Hazelwood est mort à Philadelphie à l'âge de 74 ans le 1er mars 1800. Il est enterré le 3 mars dans le cimetière de l'église Saint-Pierre (St. Peter's Church).

## Hommage

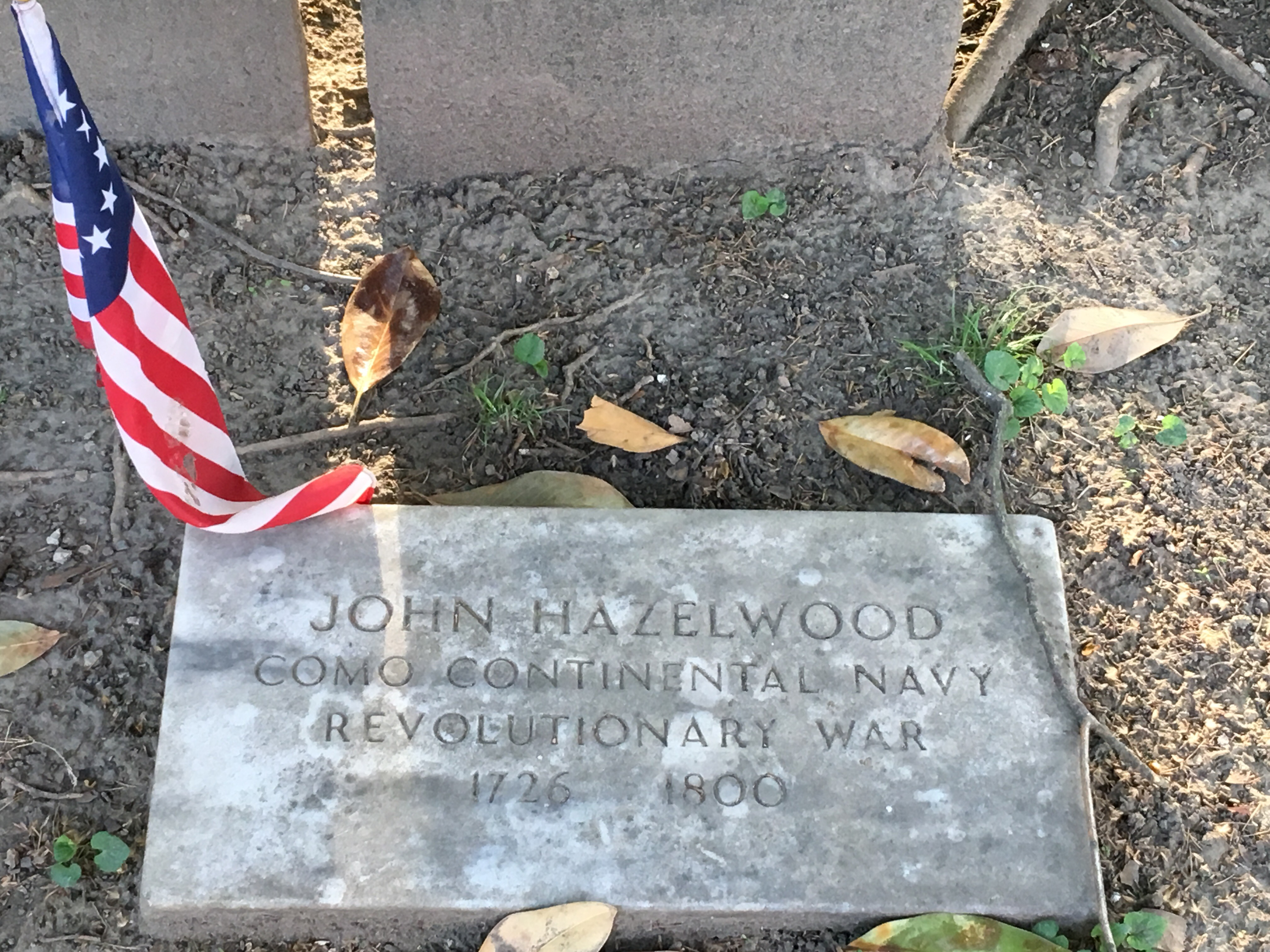
Pierre tombale de John Hazelwood.

Pour le rôle joué par Hazelwood dans la guerre d'indépendance, le Congrès continental lui a décerné une belle épée émaillée d'argent et d'or, l'une des quinze épées décernées pendant la Révolution, toutes les épées étant de conception identique. L'épée de Hazelwood est aujourd'hui conservée dans la collection de la Naval Historical Foundation.
Deux destroyers USS Hazelwood ont été nommés en son honneur.